# Štefan Füle
Štefan Füle, född 24 maj 1962, är en tjeckisk diplomat och tidigare EU-kommissionär.
Han har tjänstgjort vid Tjeckiens utrikesministerium sedan 1987, bland annat som ambassadör i Vilnius 1998-2001, i London 2003-2005 och till NATO 2005-2009. Under 2009 var han EU-minister i Jan Fischers övergångsregering. Füle var EU-kommissionär med ansvar för uniones utvidgning och grannskapspolitik i Kommissionen Barroso II 2010-2014.
Füle var medlem av tjeckiska kommunistpartiet 1982-1989 och har sedan dess varit partipolitiskt obunden.